# Roi, Dame, Valet (film)
Pour le roman, voir Roi, Dame, Valet.
Pour plus de détails, voir Fiche technique et Distribution.
Roi, Dame, Valet (König, Dame, Bube ou King, Queen, Knave) est un film américano-allemand réalisé par Jerzy Skolimowski, sorti en 1972.

## Synopsis
À la mort de ses parents, Frank, un adolescent romantique mais crédule, emménage chez son oncle Charles. Il s'éprend rapidement de sa tante, la belle et sophistiquée Martha. Très vite, cette femme sulfureuse, de presque trente ans son aînée, devient le cœur de tous ses fantasmes. Frank est dès lors tiraillé entre ses pulsions adolescentes et l'affection qu'il porte à son oncle.

## Fiche technique
- Titre : Roi, Dame, Valet
- Titre anglais : King, Queen, Knave
- Titre original : König, Dame, Bube
- Réalisation : Jerzy Skolimowski
- Scénario : David Shaw, David Seltzer d'après le roman du même nom de Vladimir Nabokov
- Direction artistique : Rolf Zehetbauer
- Photographie : Charly Steinberger (de)
- Son : Karsten Ullrich, Hans Joachim Richter
- Montage : Melvin Shapiro
- Musique : Stanley Myers
- Production : Lutz Hengst (de), David L. Wolper (en)
- Production associée : Gustav Burger
- Production déléguée : Horst Jaedicke
- Sociétés de production : États-Unis, Wolper Pictures ; Allemagne de l'Ouest, Maran Film (de)
- Pays d'origine :  États-Unis,  Allemagne de l'Ouest
- Langue originale : anglais
- Format : Couleurs (Eastmancolor) — 35 mm — 1,37:1 — Son Mono
- Genre : Comédie grinçante
- Durée : 94 minutes
- Date de sortie : 
  - France : mai 1972 (présentation au Festival de Cannes, sélection officielle)
  - Allemagne de l'Ouest : 8 juin 1972
  - France : 15 février 1973 (sortie en salles)
  - États-Unis : février 1977

## Distribution
- Gina Lollobrigida : Martha Dreyer
- David Niven : Charles Dreyer
- John Moulder-Brown : Frank
- Mario Adorf : professeur Ritter
- Carl Duering : Enricht
- Barbara Valentin : l'opticien
- Sonia Hofmann : Sonia
- Erica Beer : Frieda
- Elma Karlowa : Hanna
- Mogens von Gadow : Piffke
- Felicitas Peters : Ida
- Christopher Sandford : Hofmann
- Christine Schuberth : Isolda